# Youcef Nadarkhani
Youcef Nadarkhani (ur. 1977) – irański pastor chrześcijański, konwertyta z islamu.

## Życiorys
Nadarkhani urodził się w mieście Raszt w prowincji Gilan (ostan) w Iranie. Był pierwotnie muzułmaninem, jednak Nadarkhani twierdził, że nawrócił na chrześcijaństwo jako dziecko i nigdy nie praktykował islamu. Jednak dokumenty sądowe twierdzą, że nawrócił się w wieku 19 lat. Przed aresztowaniem był pastorem chrześcijańskich kościołów domowych. Był członkiem ewangelicznego Kościoła Iranu. Jego żoną jest Fatemeh Pasandideh z którą miał dwóch synów.

## Pierwsze aresztowania
Nadarkhani został po raz pierwszy uwięziony w grudniu 2006 roku na oskarżenia o apostazję od islamu i ewangelizacji muzułmanów. Został zwolniony dwa tygodnie później, bez postawienia zarzutów. W 2009 roku Nadarkhani odkrył ostatnie zmiany w irańskiej polityce edukacyjnej, która wymagała, aby wszyscy uczniowie w tym jego dzieci podjęły się studiów w szkole nauki Koranie. Po tym gdy usłyszał o tej zmianie, poszedł do szkoły i protestował na podstawie faktu że irańska konstytucja gwarantuje wolność praktykowania religii. Jego protest został zgłoszony na policję, która aresztowała go i umieściła go przed sądem 12 października 2009 roku pod zarzutem protestu. 18 czerwca 2010 roku Fatemeh Pasandideh została aresztowana i oskarżona o apostazję. Została skazana na dożywocie i umieszczona w więzieniu w Lakan w Iranie. Zarzuty przeciwko Nadarkhani zostały później zmienione na apostazję. W dniach 21-22 września 2010 roku Nadarkhani w procesie został skazany na karę śmierci przez powieszenie za apostazję. Ostatecznie kary śmierci nie wykonano, a we wrześniu 2012 Nadarkhani został uwolniony.

## Reakcja międzynarodowa
Organizacji zachodnie, a także rządy stawały w obronie Nadarkhani.